# Cup Winners' Cup 1978-79 (mænd)
Cup Winners' Cup 1978-79 for mænd var den fjerde udgave af Cup Winners' Cup. Turneringen blev vundet af VfL Gummersbach fra Vesttyskland, som i finalen besejrede SC Magdeburg fra Østtyskland med 30-29 over to kampe. Det var anden sæson i træk, at det vesttyske hold vandt turneringen.
Danmark blev repræsenteret af de tabende pokalfinalister fra Aalborg HK, som blev slået ud i ottendedelsfinalen af HC Minaur Baia Mare fra Rumænien.

## Resultater

### 1/16-finaler
| Dato    | Dato    | Hjemmehold i 1. kamp      | Hjemmehold i 2. kamp | Resultat | Resultat | Resultat |
| 1. kamp | 2. kamp | Hjemmehold i 1. kamp      | Hjemmehold i 2. kamp | Samlet   | 1. kamp  | 2. kamp  |
| ------- | ------- | ------------------------- | -------------------- | -------- | -------- | -------- |
|         |         | Trakia Plovdiv            | MAI Moskva           | 45–62    | 23-29    | 22-33    |
|         |         | Maccabi Harazim Ramat Gan | HC Minaur Baia Mare  | 27–57    | 11-22    | 16-35    |
|         |         | Riihimäen Cocks           | Ystads IF            | 40–70    | 24-27    | 16-43    |
|         |         | HB Dudelange              | Blauw-Wit Beek       | ?–?      | ?-?      | ?-?      |
|         |         | Klub Mechelen             | TV Hüttenberg        | ?–?      | ?-?      | ?-?      |
|         |         | ASD Pallamano Trieste     | Tatra Kopřivnice     | ?–?      | ?-?      | ?-?      |
|         |         | Zürich                    | Union HK Krems       | ?–?      | ?-?      | ?-?      |
|         |         | Fjellhammer IL            | Aalborg HK           | ?–?      | ?-?      | ?-?      |
|         |         | Halewood Forum            | KF Víkingur          | ?–?      | ?-?      | ?-?      |
|         |         | Os Belenenses             | Atletico Madrid      | ?–?      | ?-?      | ?-?      |

### 1/8-finaler
| Dato    | Dato    | Hjemmehold i 1. kamp | Hjemmehold i 2. kamp | Resultat | Resultat | Resultat |
| 1. kamp | 2. kamp | Hjemmehold i 1. kamp | Hjemmehold i 2. kamp | Samlet   | 1. kamp  | 2. kamp  |
| ------- | ------- | -------------------- | -------------------- | -------- | -------- | -------- |
|         | 9.12.   | VfL Gummersbach      | Tatra Kopřivnice     | 34–23    | 19-11    | 15-12    |
| 9.12.   |         | Union HK Krems       | MAI Moskva           | 49–60    | 22-29    | 27-31    |
| 6.12.   |         | Tatabányai Bányász   | GSMH GUC             | 55–39    | 33-17    | 22-22    |
| 25.11.  | 16.12.  | KF Víkingur          | Ystads IF            | 43–46    | 24-23    | 19-23    |
|         |         | Blauw-Wit Beek       | TV Hüttenberg        | ?–?      | ?-?      | ?-?      |
|         |         | HC Minaur Baia Mare  | Aalborg HK           | 55–40    | 31-19    | 21-24    |
|         |         | Hutnik Krakow        | RK Medveščak         | 52–47    | 27-22    | 25-25    |
| 6.12.   | 12.12.  | SC Magdeburg         | Atletico Madrid      | 49–41    | 24-16    | 25-25    |

### Kvartfinaler
| Dato    | Dato    | Hjemmehold i 1. kamp | Hjemmehold i 2. kamp | Resultat | Resultat | Resultat |
| 1. kamp | 2. kamp | Hjemmehold i 1. kamp | Hjemmehold i 2. kamp | Samlet   | 1. kamp  | 2. kamp  |
| ------- | ------- | -------------------- | -------------------- | -------- | -------- | -------- |
|         | 4.2.    | MAI Moskva           | VfL Gummersbach      | 33–33    | 20-20    | 13-13    |
| –       | –       | Tatabányai Bányász   | KF Víkingur          | w.o.     | –        | –        |
|         |         | TSV Hüttenberg       | HC Minaur Baia Mare  | 41–47    | 22-23    | 19-24    |
|         |         | Hutnik Krakow        | SC Magdeburg         | 41–47    | 23-22    | 18-25    |

### Semifinaler
| Dato    | Dato    | Hjemmehold i 1. kamp | Hjemmehold i 2. kamp | Resultat | Resultat | Resultat |
| 1. kamp | 2. kamp | Hjemmehold i 1. kamp | Hjemmehold i 2. kamp | Samlet   | 1. kamp  | 2. kamp  |
| ------- | ------- | -------------------- | -------------------- | -------- | -------- | -------- |
|         | 30.3.   | VfL Gummersbach      | Tatabányai Bányász   | 39–31    | 18-10    | 21-21    |
|         |         | SC Magdeburg         | HC Minaur Baia Mare  | 49–45    | 27-19    | 22-26    |

### Finale
| Dato    | Dato    | Hjemmehold i 1. kamp | Hjemmehold i 2. kamp | Resultat | Resultat | Resultat |
| 1. kamp | 2. kamp | Hjemmehold i 1. kamp | Hjemmehold i 2. kamp | Samlet   | 1. kamp  | 2. kamp  |
| ------- | ------- | -------------------- | -------------------- | -------- | -------- | -------- |
| 5.5.    | 13.5.   | SC Magdeburg         | VfL Gummersbach      | 29–30    | 18-15    | 11-15    |